# Merkmal
『Merkmal』（メルクマール）は、2008年11月26日にトイズファクトリーから発売されたSalyuのベスト・アルバム。

## 概要
作品プロデュースは小林武史。ソロデビュー曲「VALON-1」から自身最大の売上を記録した「プラットホーム」などのシングル曲、過去2枚のアルバム収録曲をはじめ、Lily Chou-Chou時代に発表した「飽和」「グライド」など、全14曲が収録されている。
初回限定盤A・初回限定盤B・通常盤の計3形態が同時発売され、限定盤Aの方には9月17日に行われたプレミアムライブ『my whereabouts』の模様を収めたライブDVD『2008.9.17 Motion Blue YOKOHAMA』が、限定盤Bの方には他のミュージシャンたちとのコラボレーション楽曲を収めたfeaturing楽曲盤CDが、それぞれ特典として付属している。限定盤および通常盤の初回プレス生産分には応募抽選特典として、発売を記念した招待制ライブ『SalyuスペシャルFREE LIVE』招待券もしくはSalyuプロデュースのオリジナルポーチが当たるシリアルナンバーが記載されたフライヤーが封入されている。
本作は、自身が小林武史と出会ってから10年という節目の年に発表された。タイトルの『Merkmal』とはドイツ語で「指標」「道標」という意味を持つ。これは今まで発表してきた作品とSalyu自身の歌声を、リスナーおよびSalyuの指標と例えたことから付けられた。

## 収録曲
1. プラットホーム
  - 2006年発表の8枚目のシングル曲。
  - 本作発売時点で、シングル作品としては最大の売上を記録している。
2. 彗星
  - 2005年発表の4枚目のシングル曲。
3. Tower
  - 2006年発表の6枚目のシングル曲。
  - 作詞に初めて一青窈を迎えて制作された。
4. VALON-1
  - 2004年発表のソロデビューシングル曲。
5. name
  - 2006年発表の7枚目のシングル曲。
6. 飽和
  - Lily Chou-Chouとして2000年に発表したデビューシングル「グライド」のカップリング収録曲。Salyu名義では初の音源化となる。
7. landmark
  - 2005年発表の1枚目のアルバム『landmark』収録曲。
8. 夜の海 遠い出会いに
  - 2006年発表の8枚目のシングル「プラットホーム」のカップリング収録曲。
9. Dramatic Irony
  - 2005年発表の1枚目のアルバム『landmark』収録曲。
  - 自身初のCMソングとして使用された。
10. I BELIEVE
  - 2007年発表の2枚目のアルバム『TERMINAL』収録曲。
  - 自身が単独で作詞を手掛けた。
11. 風に乗る船
  - 2005年発表の5枚目のシングル曲。
12. トビラ
  - 2007年発表の2枚目のアルバム『TERMINAL』収録曲。
13. to U (Salyu version)
  - Bank Band with Salyuとして2006年に発表した楽曲「to U」の単独歌唱バージョンで、2007年発表の2枚目のアルバム『TERMINAL』収録曲。
  - 曲名表記はアルバム『TERMINAL』と異なるが音源自体は同一のものである。
14. グライド
  - Lily Chou-Chouとして2000年に発表したデビューシングル。
  - 「飽和」同様、Salyu名義では初の音源化となる。

### DVD『2008.9.17 Motion Blue YOKOHAMA』（初回限定盤A付属）
1. アラベスク
2. 光の束
3. name
4. 双曲線
5. 再生
6. 夜の海 遠い出会いに
7. landmark
8. be there
9. heartquake
10. 砂
11. VALON-1
12. to U
13. WHEREABOUTS

### featuring楽曲盤CD（初回限定盤B付属）
1. Shady (Salyu feat. Yuka Honda & Sean Lennon)
  - 本作が初出となる。Cibo Mattoの活動で知られるミュージシャンの本田ゆかとショーン・レノンとのコラボレーション楽曲。
2. Mirror feat. Salyu (WISE×Salyu)
  - 2007年発表のWISEとのコラボレーション楽曲。
3. VALON (Ilmari×Salyu)
  - 2005年発表のILMARIとのコラボレーション楽曲。
4. to U (Bank Band with Salyu)
  - 2006年発表のBank Bandとのコラボレーション楽曲。

## 参加アーティスト
- Salyu - Vocal
- 小林武史 - Keybords・Piano（Disc1：All tracks,Disc2：3)、Bass（Disc1：1,5,8）、chorus（Disc1：12）

Guest Musicians
| プラットホーム - あらきゆうこ(mi-gu) - Drums 彗星 - 名越由貴夫 - Guitar - キタダマキ(Syrup 16g) - Bass - あらきゆうこ - Drums Tower - 名越由貴夫 - Guitar - キタダマキ - Bass - あらきゆうこ - Drums - 四家卯大ストリングス - Strings VALON-1 - 名越由貴夫 - Guitar - 横山英規 - Bass - 椎野恭一 - Drums - 四家卯大ストリングス - Strings name - 名越由貴夫 - Guitar - 一青窈 - Chorus landmark - 名越由貴夫 - Guitar - キタダマキ - Bass - あらきゆうこ - Drums Dramatic Irony - 名越由貴夫 - Guitar - キタダマキ - Bass - あらきゆうこ - Drums I BELEVE - 名越由貴夫 - Guitar - キタダマキ - Bass - あらきゆうこ - Drums 風に乗る船 - 名越由貴夫 - Guitar - キタダマキ - Bass - あらきゆうこ - Drums | トビラ - 名越由貴夫 - Guitar - キタダマキ - Bass - あらきゆうこ - Drums to U(Salyu Version) - 四家卯大 - Cello グライド - Toru Sato - Guitar SHADY - ショーン・レノン - Acoustic Guitar - ウィリアム・ドブロウ - Drums - ティモ・エリス - Bass - ダグ・ワイゼルマン - Guitar - トーマス・バートレット - Wurlitzer - 本田ゆか - Samples - ダギー・ボウント - Samples - リック・リー - Samples Mirror - 古川ヒロシ - Guitar - TOKIE - Bass - 松井寛(ROYAL MIRROR BALL) - Piano VALON - 名越由貴夫 - Guitar - 森俊彦 for ajapai entertainment - drum programming - 四家卯大ストリングス - Strings to U - Bank Band 櫻井和寿 - Vocal、Guitar 小林武史 - Keyboard 古川昌義 - Guitar 美久月千晴 - Bass 山木秀夫 - Drums 山本拓夫 - Saxophone |